# Five Man Acoustical Jam
Five Man Acoustical Jam är ett livealbum av Tesla som släpptes 13 november 1990. Albumet spelades in på en akustisk konsert under The Great Radio Controversy-turnén. Skivan fick en känd cover, "Signs" av "Five Man Electical Band". Skivan innehåller också andra covers av bl.a. The Beatles, Creedence Clearwater Revival och The Rolling Stones.

## Låtlista
1. Comin' Atcha Live/Truckin'
2. Heaven's Trail (No Way Out)
3. The Way It Is
4. We Can Work It Out (The Beatles Cover)
5. Signs (Five Man Electrical Band Cover)
6. Gettin' Better
7. Before My Eyes
8. Paradise
9. Lodi (Creedence Clearwater Revival Cover)
10. Mother's Little Helper (The Rolling Stones Cover)
11. Modern Day Cowboy
12. Love Song
13. Tommy's Down Home
14. Down Fo' Boogie